# Vắc-xin Sán máng

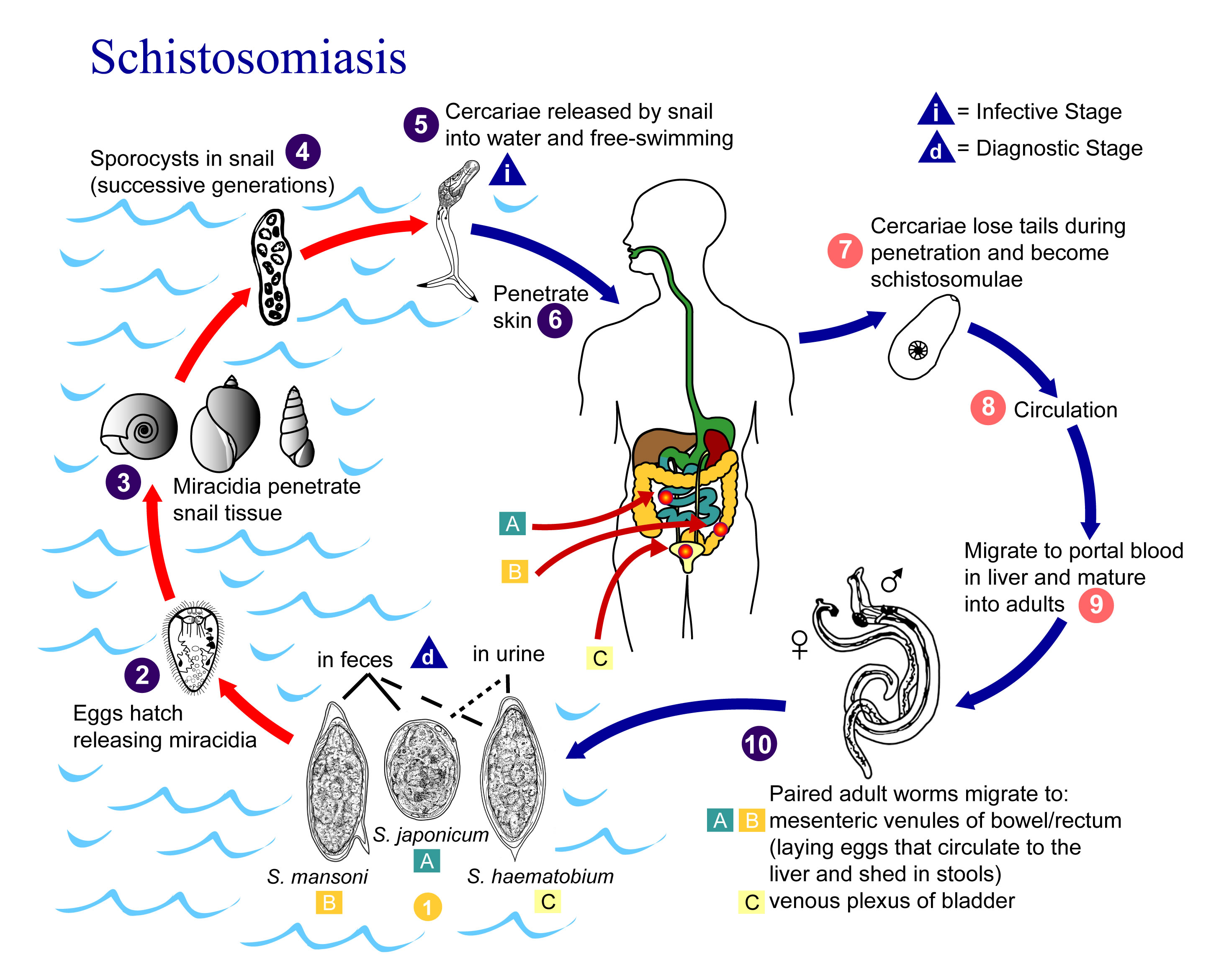
Vòng đời sán máng. Nguồn: CDC

Vắc-xin sán máng  là một loại vắc xin phòng ngừa bệnh sán máng (Schistosomiasis hay bilharzia, bilharziosis hoặc sốt ốc), một bệnh ký sinh trùng gây ra bởi một số loài trematoda thuộc chi Schistosoma. Hiện chưa có vaccine hữu hiệu nào cho căn bệnh này. Sán máng ảnh hưởng đến hơn 200 triệu người trên thế giới, chủ yếu ở vùng nông thôn nông nghiệp, và vùng ven đô những nước đang phát triển, khoảng 10% trường hợp nhiễm bị biến chứng nghiêm trọng. Trong khi các loại thuốc hóa trị liệu như praziquantel, oxamniquine và metrifonate cả hai đều không còn trên thị trường, hiện được coi là an toàn và hiệu quả trong điều trị bệnh sán máng, tái nhiễm xảy ra thường xuyên sau khi điều trị bằng thuốc, do đó một loại vắc-xin đang được nghiên cứu để điều trị dài hạn. Ngoài ra, nỗ lực thử nghiệm chủng ngừa bệnh sán máng đã thành công trên mô hình động vật.
Myosin đã được đề cử như một ứng cử viên vắc xin.
Hiện tại Sm-p80 (calpain) là ứng cử viên vắc-xin sán máng duy nhất đã được thử nghiệm tính hiệu quả phòng ngừa và kháng thuốc theo công thức và cách tiếp cận vắc-xin khác nhau (ví dụ: chỉ mình DNA, protein tái tổ hợp và tăng cường nguyên tố) trong hai mô hình động vật thí nghiệm riêng biệt (chuột và khỉ đầu chó) nhiễm bệnh. Công thức vắc xin dựa trên Sm-p80 có bốn hiệu quả:Giảm số lượng sán trưởng thành (loại bỏ hoàn toàn trứng gây ra bệnh ở cả khỉ đầu chó và chuột);Bảo vệ phòng ngừa lại bệnh sán máng cấp tính; Hiệu quả điều trị trên giun trưởng thành. Vắc xin này hiện đã sẵn sàng cho các thử nghiệm lâm sàng ở người.
Một ứng cử viên khác là Sm14.